# Clovia fasciata
Clovia fasciata är en insektsart som beskrevs av Victor Lallemand 1920. Clovia fasciata ingår i släktet Clovia och familjen spottstritar. Inga underarter finns listade i Catalogue of Life.